# Панфилов, Олег Валентинович
Олег Валентинович Панфилов (27 сентября 1957, Ленинабад — 10 февраля 2023) — таджикско-грузинский журналист и политолог, телеведущий, педагог, историк, редактор, публицист.

## Биография
Окончил Ленинабадский государственный педагогический институт, работал учителем. С 1974 года публиковался как журналист, работал на Таджикском телевидении. В 1979—1989 года — научный сотрудник Института истории, археологии и этнографии им. А. Дониша АН Таджикистана. В 1991—1996 гг. корреспондент «Независимой газеты». Глава мониторинга Фонда защиты гласности (1994—2000), в этом качестве выступал составителем выходивших отдельными изданиями ежегодных отчётов о посягательствах на свободу прессы в России и других странах СНГ. Выпустил также ряд других книг сходной тематики, в том числе отчёт «Таджикистан: журналисты на гражданской войне, 1992—1997» (2003). Директор центра экстремальной журналистики при Союзе Журналистов России (2000—2010). В 1994—2010 гг. сотрудничал с радио «Свобода», некоторое время вёл программу о свободе печати в странах СНГ и бывшего социалистического блока.
С 2009 года жил в Грузии, профессор Государственного университета Илии.
Автор и соавтор 54 книг, автор сценария 8 фильмов. Лауреат международных премий. Кавалер Ордена Чести, Грузия.
В 2016 г. выпустил книгу «Антисоветские истории» (груз. ანტისაბჭოთა ისტორიები), в которой собраны статьи и очерки, рисующие нелицеприятную картину российской действительности начиная с времён Российской империи и вплоть до вооружённых конфликтов XXI века; в том же году книга вышла в Тернополе в переводе на украинский. Российская пресса характеризовала Панфилова как «пропагандиста, близкого к Саакашвили». В 2014—2019 гг. обозреватель проекта «Крым. Реалии» украинской службы радио «Свобода».
Жена — Оксана Маслак, гражданка Украины. Дочь Татьяна, двое внуков.
Скончался 10 февраля 2023 года на 66-м году жизни.

## Книги
- (автор) Наскальное искусство Северного Таджикистана. Дипломная работа, на правах рукописи. Ленинабад, 1979.
- (соавтор) Древности Таджикистана. Каталог выставки в Государственном Эрмитаже. Душанбе: Издательство «Дониш», 1985.
- (соавтор) Исследования по истории и культуре Ленинабада. Душанбе: Издательство «Дониш», 1986.
- (соавтор) Скифо-сибирский мир. Новосибирск, 1987.
- (автор) Путешествие в Историю. Саёхат ба Таърих. Душанбе, 1988.
- (соавтор) Материалы по истории таджикского народа. Ленинабад, 1989.
- (соавтор) Душанбе — молодой и древний. Душанбе: Издательство «Адиб», 1991.
- (автор, составитель) Преследование журналистов и прессы на территории бывшего СССР в 1993 году. Москва: Фонд защиты гласности, 1994. — 52 стр.
- (автор, составитель) Преследование журналистов и прессы на территории бывшего СССР в 1994 году. Москва: Издательство «Московская правда», 1995.
- (соавтор) Журналистика и война. Освещение российскими СМИ военных действий в Чечне. Москва, 1995.
- (автор, составитель) Журналисты на чеченской войне. Факты, документы, свидетельства. Ноябрь 1994 — декабрь 1995. Москва: Издательство «Права человека», 1995.
- (соавтор) «Горячая точка». Справочник для журналистов. Москва, 1995.
- (автор, составитель) Нарушение прав журналистов и прессы на территории СНГ в 1995 году. Москва: Издательство «Права человека», 1996. — 224 стр.
- (соавтор) Социология и пресса в период парламентских и президентских выборов 1995 и 1996 годов. Отчет по проекту «Мониторинг социологических публикаций в СМИ» Фонда защиты гласности. Москва: Издательство «Права человека», 1996.
- (автор, составитель) Пресса на территории СНГ: конфликты и правонарушения. 1996. Москва: Издательство «Права человека», 1997.
- (автор, составитель) Пресса на территории России: конфликты и правонарушения. 1996. Москва: Издательство «Права человека», 1997.
- (автор, составитель) Информационная война в Чечне. Факты, документы, свидетельства. Ноябрь 1994 — сентябрь 1996. Москва: Издательство «Права человека», 1997.
- (соавтор) Media in the CIS. A study of the political, legislative and socio-economic framework. Dusseldorf: The European Institute for the Media, 1997.
- (соавтор) Средства массовой информации в странах СНГ. Анализ политической, законодательной и социально-экономической структур. Дюссельдорф: Европейский институт прессы, 1997.
- (автор, составитель) Власть и пресса в Беларуси: хроника противостояния. 1994—1997. Москва: Издательство «Права человека», 1998.
- (соавтор) Partner for kultur 1998. Shaking hands & making conflicts — symposium. Stockholm, 1998.
- (соавтор) Partnership for Cultur 1998. Shaking hands & making conflicts — symposium. Stockholm, 1998.
- (соавтор) Дело № 4. Беларусь. Процесс в Ошмянах. Москва: Издательство «Галерия», 1999.
- (соавтор, составитель) Беларусь глазами российских журналистов. Москва: Издательство «Галерия», 1999.
- (соавтор) Media in the CIS. A study of the political, legislative and socio-economic framework. Dusseldorf: The European Institute for the Media, 1999.
- (соавтор) Средства массовой информации в странах СНГ. Анализ политической, законодательной и социально-экономической структур. Дюссельдорф: Европейский институт прессы, 1999.
- (автор, составитель) Пресса на территории СНГ: конфликты и правонарушения. 1998. Москва: Издательство «Лаурена», 1999.
- (соавтор) Техника мониторинга конфликтов и нарушений прав журналистов и прессы. Москва: Издательство «Сашко», 2000.
- (автор, составитель) Опасная профессия. Мониторинг нарушений прав журналистов в странах СНГ. 2000. Москва: Издательство «Права человека», 2001.
- (соавтор) Tecnica de monitoreo de los conflictos y violaciones de los derechos de los periodistas y de la prensa. Гавана, 2001 (на испанском языке).
- (составитель, автор предисловия) Справочник для журналистов, работающих в районах военных действий. Москва: Издательство «Права человека», 2002.
- (составитель, автор предисловия) Журналисты на войне в Карабахе. Москва: Издательство «Права человека», 2002.
- (составитель, автор предисловия и главы) Активное ненасилие. Как правильно провести публичную акцию протеста. Москва: Издательство «Права человека», 2003.
- Таджикистан: журналисты на гражданской войне (1992—1997). Москва: Издательство «Права человека», 2003
- (соавтор) Техника мониторинга нарушений прав журналистов и СМИ. Душанбе: НАНСМИТ, 2003
- История Андрея Бабицкого. Москва: Издательство «Права человека», 2004.
- Putin and the Media: Revival of Soviet Style Propaganda. Лондон: Foreign Policy Centre, 2005 (на английском языке).
- (соавтор) Эрхээ хэрхэн хамгаалах вэ? Сэтгyyлч, хэвлэл мэдээллийн эрхийн зорчилд мониторинг хийх нь. Улаанбаатар: Глоб Интернэшнл, 2005 (на монгольском языке).
- Таджикистан: журналисты на гражданской войне (1992—1997). Москва: Издательство «Права человека», 2005. Второе издание.
- (соавтор) Вниз по вертикали: первая четырёхлетка Путина. Москва: Издательство "КоЛибри, 2005.
- (соавтор) Как защищать свои права? Проведение мониторинга нарушений прав журналистов и СМИ. Москва: Издательство «Права человека», 2006.
- Информационная блокада Чечни (сентябрь 1996 — декабрь 2002). Тбилиси: Государственный университет Илии, 2011.
- Россия-Грузия: информационная война (август 2008). Тбилиси: Государственный университет Илии, 2011.
- Ukraine at War: Truth against Russian Propaganda. Materials of the Conference. Brussels, European Parliament, 2015.
- Truth. Recommendations for combating Russian Propaganda. Brussels, European Parliament, 2015.
- Антирадянські історії. Тернопiль, Мандрiвець, 2016.
- Antisovětské příběhy. Praha, Portal, 2016.
- Розмова з «ватником». Тернопiль, Мандрiвець, 2017.
- ანტისაბჭოთა ისტორიების. Tbilisi, Sulakauri Publishing, 2018.
- რუსულ-ქართული საინფორმაციო ომი. 2008. Tbilisi, Sulakauri Publishing, 2018.
- Антироссийские истории. Харьков, Фолiо, 2019.
- Антисоветские истории. Харьков, Фолiо, 2019.
- Неизвестная война. Что произошло в Грузии в августе 2008 года. Харьков, Фолiо, 2020.
- Istorii Antisovietice. Chișinău, Cartier, 2021.
- Антисоветские истории. Тбилиси, Artaniji, 2023.
- Антироссийские истории. Тбилиси, Artaniji, 2023.
- Україна і Грузія: чому разом? Переклад  з російської Ольги Беспалової. Харькiв: Фолiо. 2023.